# یوهانس راو
یوهانس راو (به آلمانی: Johannes Rau) (زاده ۱۶ ژانویه ۱۹۳۱ – درگذشته ۲۷ ژانویه ۲۰۰۶) سیاست‌مدار و رئیس‌جمهور اسبق آلمان بود. زادروز: ۱۶ ژانویه ۱۹۳۱ در شهر ووپرتال، واقع در استان نوردراین-وستفالن.
او از چهره‌های محبوب سیاسی و از اعضای قدیمی حزب سوسیال دموکرات آلمان (SPD) بود.
یوهانس راو چندین دوره متوالی به مقام ریاست ایالت نوردراین-وستفالن انتخاب شد و از تاریخ ۱ ژوئیه ۱۹۹۹ تا ۳۰ ژوئن ۲۰۰۴ از طرف نمایندگان بوندسرات به مقام ریاست جمهوری آلمان برگزیده شد.
وی در تاریخ ۲۷ ژانویه ۲۰۰۶ در سن ۷۵ سالگی درگذشت.